# 普朗莱瓦特
普朗莱瓦特（法語：Plan-les-Ouates，法語發音：[plɑ̃ le wat]）是瑞士日内瓦州的一个市镇，位于日内瓦市区以南。
普朗莱瓦特境内擁有多个世界著名钟表品牌的製造工廠，如百达翡丽（Patek Philippe）、江詩丹頓（Vacheron Constantin）、劳力士（Rolex）和伯爵（Piaget）等。

## 外部連結
- （法文）普朗莱瓦特官方网站 （页面存档备份，存于）